# Grimpa-soques bec-roig
Hylexetastes perrotii és una espècie d'ocell de la família dels furnàrids (Furnariidae) que habita la selva humida del sud-est de Veneçuela, Guaiana i nord del Brasil amazònic.
Segons el Handbook of the Birds of the World and BirdLife International Digital Checklist of the Birds of the World (versió 5, 2020), les espècies Hylexetastes uniformis i Hylexetastes brigidai són en realitat subespècies de Hylexetastes perrotii (sensu lato) - grimpa-soques bec-roig.